# Quintus Licinius Silvanus Granianus

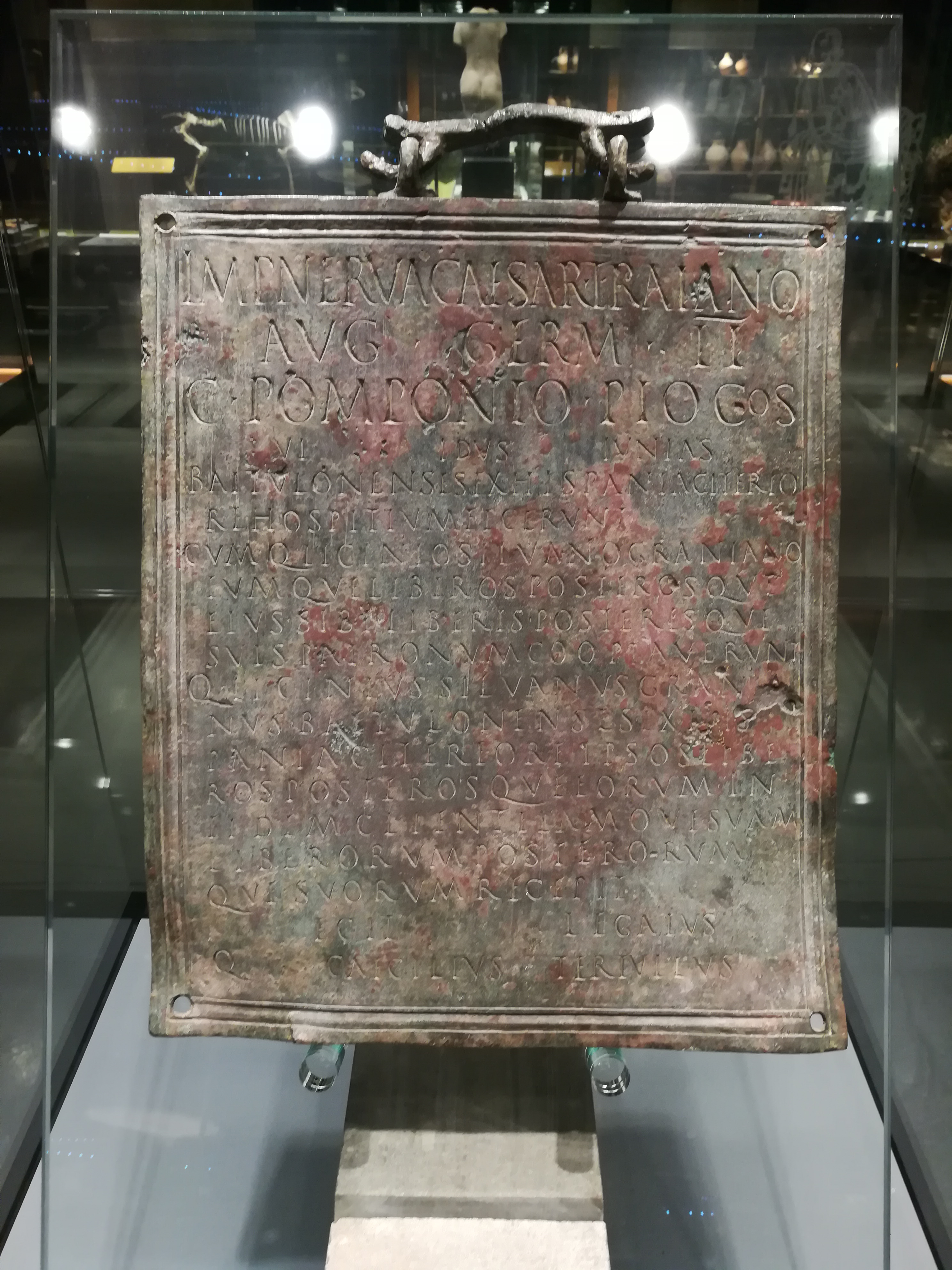
Die Bronzeplatte aus Baetulo mit der Inschrift.

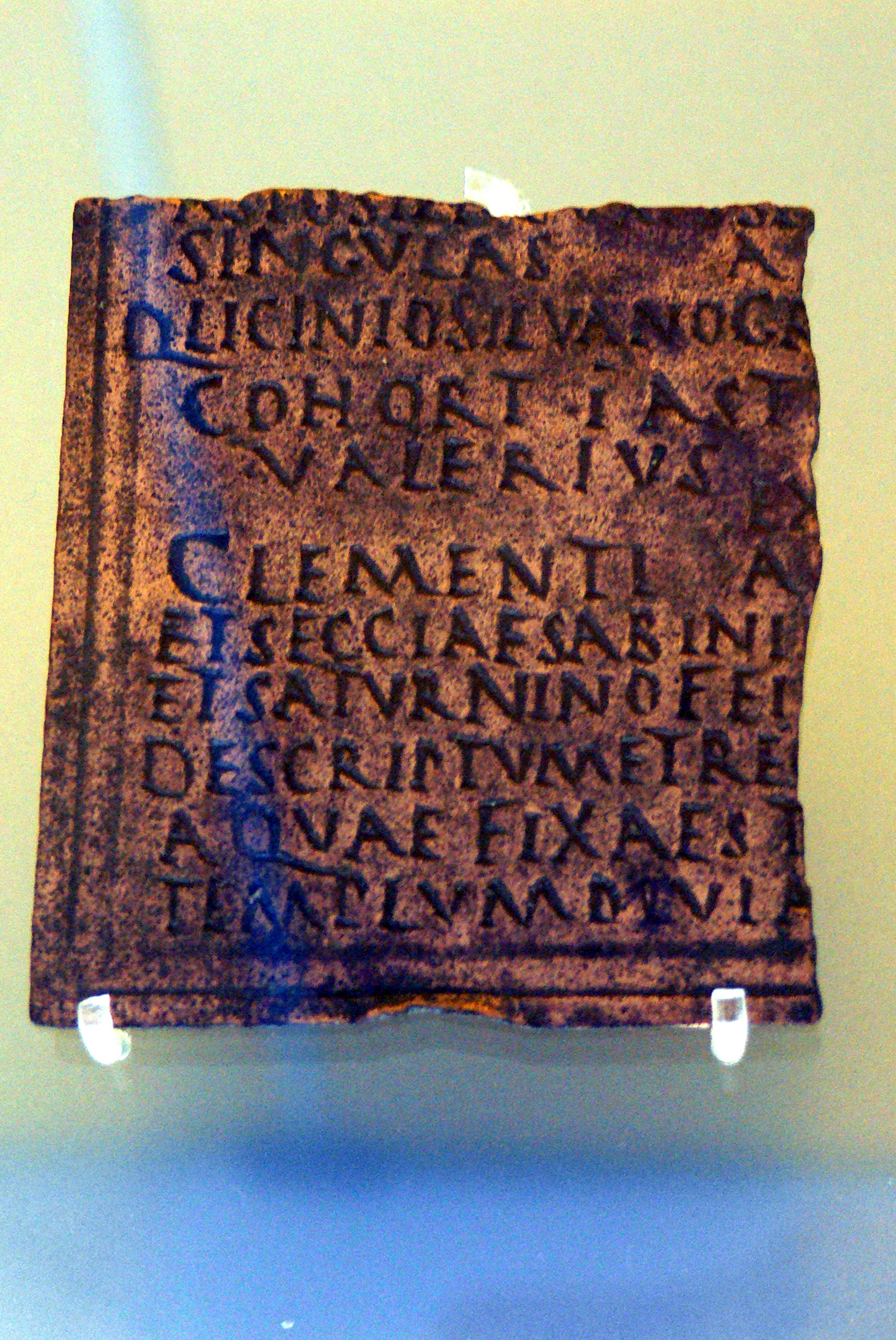
Eines der Militärdiplome von 106 n. Chr..

Quintus Licinius Silvanus Granianus war ein im 1. und 2. Jahrhundert n. Chr. lebender Angehöriger des römischen Senatorenstandes. In einer Inschrift wird sein Name als Quintus Licinius Granianus angegeben, in einem Militärdiplom als Quintus Silvanus Granianus. Es ist unsicher, ob er mit Quintus Licinius Silvanus Granianus Quadronius Proculus (siehe unten) identisch ist.
Durch eine Bronzeplatte, die in Baetulo gefunden wurde und die auf den 8. Juni 98 datiert ist, ist belegt, dass Licinius Silvanus an diesem Tag zum Patron dieser Gemeinde ernannt wurde.
Durch zwei Militärdiplome, von denen eines auf den 11. August 106 datiert ist, ist nachgewiesen, dass er im Jahr 106 zusammen mit Lucius Minicius Natalis Suffektkonsul war; durch die Fasti Feriarum Latinarum ist belegt, dass die beiden bereits am 14. Juli dieses Jahres amtierten. Das Konsulpaar ist noch in einer weiteren Inschrift aufgeführt. Die beiden Konsuln waren daher mindestens vom 1. Juli bis zum 31. August des Jahres im Amt.
Er war danach während der Regierungszeit von Hadrian (117–138) Statthalter (Proconsul) in der Provinz Asia.
Licinius Silvanus war der Sohn von Quintus Licinius Marci filius Galeria Silvanus Granianus, eines Angehörigen des römischen Ritterstandes (Eques), der durch zwei Inschriften aus Tarraco belegt ist.

## Statthalter in Asia
Licinius Silvanus ist als Statthalter in der Provinz Asia auch durch die Werke zweier Kirchenväter belegt. In den Apologia prima pro Christianis ad Antoninum pium von Iustin (apol. 68, 6) und in der Kirchengeschichte (Historia ecclesiastica) von Eusebius (Buch IV Kap. 8 und Kap. 9) wird ein Serenius Granianus (Σερηνίου Γρανιανοῦ) erwähnt. Die Zitate bei späteren christlichen Autoren gehen auf die Kirchengeschichte des Eusebius zurück; so wird er z. B. in den Historiae adversus paganos von Orosius (Buch VII 13, 2) zu einem Verteidiger der Christen.
Dieser Serenius Granianus hatte sich mit einem Schreiben, das die Christenprozesse zum Inhalt hatte, vermutlich am Ende seiner Amtszeit an Hadrian gewandt. Das Antwortschreiben (Reskript) des Kaisers ging an seinen Nachfolger als Statthalter, Gaius Minicius Fundanus, wobei Hadrian im Wesentlichen die Berechtigung der Eingabe akzeptierte. Bei Verfahren gegen Christen dürfe der Richter nur auf Grund des erbrachten Nachweises einer Übertretung der bestehenden Gesetze ein Urteil fällen; dagegen sollten Denunziationen bestraft werden, die sich als verleumderisch erweisen.
Die Namensbestandteile Silvanus Granianus wurden entweder durch christliche Schreiber zu Serenius Granianus verändert oder aber der vollständige Name des Licinius Silvanus bestand aus weiteren Bestandteilen.

## Quintus Licinius Silvanus Granianus Quadronius Proculus
Durch eine weitere Inschrift aus Baetulo ist ein Quintus Licinius Quinti filius Silvanus Granianus Quadronius Proculus belegt; diese Inschrift wird bei der Epigraphik-Datenbank Clauss-Slaby und bei der Epigraphischen Datenbank Heidelberg auf 110/138 datiert.
In der Inschrift sind die ersten beiden Stationen der Laufbahn von Quadronius Proculus aufgeführt: er übte zunächst im Rahmen des Vigintivirats das Amt eines IIIvir aere argento auro flando feriundo (IIIvir ad monetam) aus. Danach leistete er seinen Militärdienst als Tribunus militum in der Legio VI Victrix pia fidelis.
Edmund Groag, Arthur Stein und die Inscriptiones Latinae selectae (ILS) gehen davon aus, dass Quadronius Proculus mit dem Suffektkonsul des Jahres 106 identisch ist. Bei der Real Academia de la Historia (RAH) nimmt man dagegen an, dass er der Sohn des Suffektkonsuls und der Enkel des Ritters ist.

## Datierung
Bei der RAH werden die folgenden Datierungen für die drei Generationen angegeben. Licinius Silvanus (der Vater), geboren um 45/50, praefectus orae maritimae gegen Ende der Regierungszeit von Vespasian (69–79) und Flamen um 80/90, sein gleichnamiger Sohn, geboren um 65/68, Suffektkonsul 106 und Statthalter 121 oder 122, sowie Quadronius Proculus, geboren um 85/90 und Tribunus in der Legio VI Victrix um 115/120.
Werner Eck datiert die Statthalterschaft von Licinius Silvanus in das Amtsjahr 121/122.